# 인트로덕션 (영화)
《인트로덕션》(영어: Introduction)은 2021년 개봉한 대한민국의 드라마 영화이다. 홍상수가 감독과 각본을 맡았다. 제71회 베를린 영화제(2021년) 황금곰상 경쟁후보작이자 은곰상 각본상 수상작이다.

## 캐스팅
- 신석호 : 영호 역
- 박미소 : 주원 역
- 김영호 : 기러기 아빠 역
- 예지원 : 간호사 역
- 기주봉 : 나이 든 남자배우 역
- 서영화 : 주원의 엄마 역
- 김민희 : 화가 역
- 조윤희 : 영호의 엄마 역
- 하성국 : 정수 역